# CVA-01
CVA-01是指两艘英国计划，用于取代二战时期的大型航母的舰队航母，它和用于护卫的82型驱逐舰一起在1966年国防白皮书中提出，但是最终因为经费不足和建造、操作、维护方面等困難而取消。如果建成，它们将命名为伊丽莎白女王号和爱丁堡公爵号，或称为无敌级。

## 发起
1960年代英国人看到美国建造了8万吨级的小鹰号，这时英国海军的航母还有舰队航母皇家方舟号、鹰号、胜利号，以及轻型航母阿尔比恩号，堡垒号，竞技神号与半人马号。但是它们都不足以装载大量的喷气式飞机，由於皇家方舟号仅能裝載48架飞机，相較之下小鹰号能装载80架，性能的差距加深了英国海军擁有大型航母的需求。

## 连结
- A comprehensive essay on the history of the CVA-01 design and related issues
- Island Stance